# Języki wschodniokuszyckie
Języki wschodniokuszyckie (kuszyckie wschodnie) – grupa 33 języków afroazjatyckich z podrodziny języków kuszyckich, używanych na terenach Rogu Afryki.

## Podział
- Języki Dullay
  - Język gawwada
  - Język tsamai
- Języki kuszyckie Wyżyny Abisyńskiej
  - Język alaba
  - Język burdżi
  - Język gedeo
  - Język hadija
  - Język kambata
  - Język libido
  - Język sidamo
- Języki konso-gidole
  - Język bussa
  - Język dirasza
  - Język konso
- Języki oromo
  - Język orma
  - Język oromo południowy
  - Język oromo wschodni
  - Język oromo zachodnio-centralny
  - Język waata
- Języki rendille-boni
  - Język aweer
  - Język rendilski
- Języki saho-afarskie
  - Język afarski
  - Język saho
- Języki somalijskie
  - Język dabarre
  - Język garre
  - Język jiiddu
  - Język maay
  - Język somali
  - Język tunni
- Języki omo-tana zachodnie
  - Język arborski
  - Język baiso
  - Język daasanach
  - Język elmolo
- Języki yaaku
  - Język jaaku
- Język boon